# World Superbike 2016
World Superbike 2016 – jest 29. sezonem w historii serii. Zmagania rozpoczęły się 27 lutego na torze Phillip Island, natomiast zostaną zakończone 30 października po 14 rundach, na katarskim obiekcie Losail International Circuit.
W porównaniu z ubiegłym sezonem wycofały się dwie ekipy Suzuki i EBR.
W porównaniu z ubiegłym sezonem z kalendarza wypadła eliminacja w Portugalii rozgrywana na torze Autódromo Internacional do Algarve. Powracają za to wyścigi w Niemczech na torze EuroSpeedway Lausitz oraz we Włoszech na Monzy.

## Lista startowa
| Zespół                         | Konstruktor | Motocykl                    | Nr | Zawodnik             | Runda |
| ------------------------------ | ----------- | --------------------------- | -- | -------------------- | ----- |
| Kawasaki Racing Team           | Kawasaki    | Kawasaki Kawasaki ZX-10R    | 1  | Jonathan Rea         | 1     |
| Kawasaki Racing Team           | Kawasaki    | Kawasaki Kawasaki ZX-10R    | 66 | Tom Sykes            | 1     |
| MV Agusta Reparto Corse        | MV Agusta   | MV Agusta MV Agusta 1000 F4 | 2  | Leon Camier          | 1     |
| Aruba.it Racing – Ducati       | Ducati      | Ducati 1199 Panigale R      | 7  | Chaz Davies          | 1     |
| Aruba.it Racing – Ducati       | Ducati      | Ducati 1199 Panigale R      | 34 | Davide Giugliano     | 1     |
| Grillini Racing Team           | Kawasaki    | Kawasaki ZX-10R             | 9  | Dominic Schmitter    | 1     |
| Grillini Racing Team           | Kawasaki    | Kawasaki ZX-10R             | 16 | Josh Hook            | -     |
| Grillini Racing Team           | Kawasaki    | Kawasaki ZX-10R             | 54 | Toprak Razgatlıoğlu  | 1     |
| Team Tóth                      | Yamaha      | Yamaha YZF-R1               | 10 | Imre Tóth            | 1     |
| Team Tóth                      | Yamaha      | Yamaha YZF-R1               | 56 | Péter Sebestyén      | 1     |
| Pedercini Racing               | Kawasaki    | Kawasaki ZX-10R             | 11 | Saeed Al Sulaiti     | 1     |
| Pedercini Racing               | Kawasaki    | Kawasaki ZX-10R             | 20 | Sylvain Barrier      | 1     |
| Barni Racing Team              | Ducati      | Ducati 1199 Panigale R      | 12 | Javier Forés         | 1     |
| IodaRacing Team                | Aprilia     | Aprilia RSV4 RF             | 15 | Alex de Angelis      | 1     |
| IodaRacing Team                | Aprilia     | Aprilia RSV4 RF             | 32 | Lorenzo Savadori     | 1     |
| Milwaukee BMW                  | BMW         | BMW S1000RR                 | 17 | Karel Abraham        | 1     |
| Milwaukee BMW                  | BMW         | BMW S1000RR                 | 25 | Josh Brookes         | 1     |
| Althea BMW Racing Team         | BMW         | BMW S1000RR                 | 21 | Markus Reiterberger  | 1     |
| Althea BMW Racing Team         | BMW         | BMW S1000RR                 | 83 | Jordi Torres         | 1     |
| Pata Yamaha Official WSBK Team | Yamaha      | Yamaha YZF-R1               | 22 | Alex Lowes           | 1     |
| Pata Yamaha Official WSBK Team | Yamaha      | Yamaha YZF-R1               | 50 | Sylvain Guintoli     | 1     |
| Team GoEleven                  | Kawasaki    | Kawasaki ZX-10R             | 40 | Román Ramos          | 1     |
| Desmo Sport Ducati             | Ducati      | Ducati 1199 Panigale R      | 46 | Mike Jones           | 1     |
| Honda World Superbike Team     | Honda       | Honda CBR1000RR SP          | 60 | Michael van der Mark | 1     |
| Honda World Superbike Team     | Honda       | Honda CBR1000RR SP          | 69 | Nicky Hayden         | 1     |
| VFT Racing                     | Ducati      | Ducati 1199 Panigale R      | 61 | Fabio Menghi         | 1     |

| Key                      | Key |
| ------------------------ | --- |
| Stały zawodnik           |     |
| Zawodnik z "dziką kartą" |     |
| Zawodnik zastępczy       |     |